# Аджиев, Имам Мусаевич
Имам Мусаевич Аджиев (род. 24 марта 1994, Хасавюрт, Дагестан, Россия) — российский борец вольного стиля, призёр чемпионата России, чемпион Европы среди борцов до 23 лет (2016). Представляет спортшколу имени Шамиля Умаханова города Хасавюрта. Член сборной команды страны с 2016 года.

## Спортивная карьера
- Первенство России среди юниоров (Хасавюрт, 2011) — ;
- Турнир среди юношей «Хаджимурад Магомедов» (Кизилюрт, 2011) — ;
- Турнир среди юниоров «Роман Дмитриев» (Якутск, 2012) — ;
- Турнир среди юниоров «Солидарность» (Днепропетровск, 2012) — ;
- Первенство России среди юниоров (Агинск, 2013) — ;
- Молодежный «Турнир чемпионов» (Анкара, 2013) — ;
- Межконтинентальный кубок 2014 (Хасавюрт, 2014) — ;
- Турнир Шевалье Нусуева (Москва, 2014) — ;
- Турнир Шевалье Нусуева (Москва, 2015) — ;
- Межконтинентальный кубок (Хасавюрт, 2015) — ;
- Гран-при «А. Медведь» 2015 (Минск, 2015) — 27 место;
- Гран-при «Иван Ярыгин» 2015 (Красноярск, 2015) — 21 место;
- Гран-при «Иван Ярыгин» 2016 (Красноярск, 2016) — ;
- Чемпион Европы среди спортсменов до 23-х лет (Русе, Болгария, 2016) — ;
- Межконтинентальный кубок 2016 (Хасавюрт, 2016) — 5 место;
- Гран-при «Иван Ярыгин» 2017 (Красноярск, 2017) — 14 место;
- Чемпионат России по вольной борьбе 2017 года (Назрань) — ;
- Мемориал Али Алиева 2017 (Каспийск, 2017) — 13 место.